# Karin Fast Aronsson
Karin Margareta Fast Aronsson född 29 april 1955, är en svensk målare.
Fast Aronsson studerade vid Karlstads Fria Målarskola, Kyrkeruds folkhögskola och vid Gerlesborgsskolan i Bohuslän. Separat har hon ställt ut på bland annat Rackstadmuseet 2013, Karlstad Airport 2013, Campus Alfred Nobel i Karlskoga 2014 och Almars Krog 2015. Hon har medverkat i samlingsutställningar med Värmlands konstförenings höstsalonger på Värmlands museum, Art o Form i Stockholm, Hemslöjdens 100-årsjubileum på Liljevalchs konsthall, Julsalongen på Arvika Konsthall och med Konstfrämjandet i Karlstad.
Hon tilldelades Thor Fagerkviststipendiet 2014.
Hennes konst består huvudsakligen av akrylmålningar med många färger.